# 橋本雄造
橋本 雄造（はしもと ゆうぞう、1848年11月5日（嘉永元年10月10日） - 1916年（大正5年）9月24日）は、明治期の実業家、政治家。衆議院議員、貴族院多額納税者議員。

## 経歴
豊前国下毛郡、のちの大分県下毛郡三保村（現中津市）で、橋本又右衛門の二男として生まれる。1872年（明治5年）長崎に移り外国貿易業に従事。運輸業も営む。商号は中津屋。
1894年（明治27年）長崎県会議員に選出され、長崎市会議員、長崎商業会議所議員も務めた。1903年（明治36年）3月の第8回衆議院議員総選挙に長崎県長崎市から無所属で出馬して当選し、衆議院議員に1期在任。 1904年（明治37年）6月、長崎県多額納税者として貴族院議員に互選され、同年9月29日から1911年（明治44年）9月28日まで1期在任した。1904年12月、三山近六から貴族院議長に橋本の貴族院議員当選無効の訴状が提出されたが、1905年（明治38年）1月、貴族院資格審査委員会は当選無効を認めないことを判決した。
1916年9月、九州帝国大学医科大学附属医院（現九州大学病院）に入院中に死去した。

## 親族
- 養子・甥[9] 橋本辰二郎（橋本建平の二男、貴族院多額納税者議員）[1][3]
- 養子 橋本喜造（橋本半平の二男、衆議院議員）[1][3]